# Lac Bontemps
Pour les articles homonymes, voir Bontemps.
Le lac Bontemps est un lac situé dans la partie centrale de l'île principale des îles Kerguelen, dans les Terres australes et antarctiques françaises (TAAF).

## Toponymie

Carte du nord de Kerguelen - 1875 (Gazelle)

Dès 1799, le lac apparaît sur la carte de Rhodes, explorateur britannique, sous le nom de Fresh Water lake. Ce nom ensuite traduit en Frish Wasser See sur la carte allemande de la corvette de la marine allemande Gazelle et lac d'Eau Douce sur les cartes françaises. À l'issue de sa première expédition aux îles Kerguelen en 1908-1909, Raymond Rallier du Baty rebaptise le lac du nom du maître de manœuvre de son ketch, le J.B. Charcot, Jean Bontemps.

## Géographie
Le lac Bontemps est avec le lac d'Entr'Aigues et ses 8,3 km2 le deuxième plus grand lac de l'archipel derrière le lac Marville. De forme allongée, reproduisant très grossièrement un L, il mesure plus de 10 km de longueur et 2 km dans sa plus grande largeur. La branche nord-sud du lac est dans le prolongement du val Travers dont la rivière est le principal affluent du lac. La branche est-ouest est quant à elle dans le prolongement du Havre du Beau Temps. Elle n'en est séparée que par 2 km de terrains bas et marécageux. Il est situé à 5 mètres d'altitude et n'est séparé de la mer et de la baie Irlandaise que par un étroit cordon terrestre sur sa rive nord. C'est à ce niveau que le trop-plein du lac s'évacue par un court déversoir de 200 m.

## Géologie
D'un point de vue géologique, le lac est situé sur la grande unité volcanique du glacier Cook et du centre. Cette formation est composée de basaltes en plateau formés de couches subhorizontales, issues d'un volcanisme fissural. La tectonique ne semble pas avoir joué un rôle important dans sa formation, le lac recoupant à l'emporte-pièce le réseau de faille. À l'aval du lac le val Travers est constitué de dépôts quaternaires. Il en est de même entre le lac et le Havre du Beau Temps. Sur le pourtour du lac se trouvent plusieurs plages mortes. Elles attestent d'un niveau marin situé à 1 m au-dessus du niveau du lac soit 6 m au-dessus du niveau marin actuel.

## Refuge
À l'extrémité sud du lac se trouve le refuge du val Travers dédié aux expéditions scientifiques dans cette partie de la Grande Terre de Kerguelen. Ce refuge est agrémenté par la proximité de sources chaudes.